# 公立保育所民営化問題
公立保育所民営化問題（こうりつほいくしょみんえいかもんだい）とは、現在地方自治体によって行われている公立保育所の運営を民営化する過程で生じている問題である。

## 概要
小泉内閣以後の官業の民営化の方針に伴い、各地方自治体で公設・公営の保育所の民営化が進められている。
民営化には、施設を民間に譲渡・貸与する移管と施設の運営に指定管理者制度を導入する方法、又は公立保育所を廃止し、在園児を新設する民設・民営保育所に包括転園する手法もある。
民営化後の施設は社会福祉法人を中心とした公益法人や一般企業（特定非営利活動法人を含む）が運営するが、保育所という施設の性質上さまざまな問題が起き、一部の自治体では訴訟にまで発展している。児童福祉法第24条第1項に保育に関する市町村の責任を明示しているが、保育そのものを自治体直営で行うかあるいは民間委託するかは市町村の判断によるものとされている。

### メリット
- 特別保育事業の実施（早朝保育、乳児保育、延長保育、休日保育）をはじめとしたサービスの向上や独自サービス（送迎、独自行事、独自教育等）が期待できる。
- 市町村の運営費の負担軽減が期待できる。
- 保育所の数や受入児童数を増やすことができる。
- 公務員定数を抑える事ができる。

### デメリット
- 制服・備品・教材費の購入など、保護者の保育料以外の経済的負担が増加する可能性がある。
- 市町村の負担が一時的に増加する場合がある。
- 一時的ではあるが、保育計画の再策定や保育士等の大幅な交代により、保護者や保育児が戸惑う場合や、移管・代行の作業に時間をとられ、保育児の対応が疎かになる可能性がある。
- 指定管理者制度を導入する場合、責任の所在が曖昧になる可能性や指定管理者が有期契約となる為、保育士等の職員を長期雇用しにくく、指定管理者が変更された場合は前行の問題を再度生じる懸念がある。
- メリットに挙げられたサービスの向上や独自サービスの展開は、親が対象であり、あずけられる子どもにとっては長時間親元から離される・1人あたりの保育室等の面積が狭くなるなどの不利益が高まる。

## 民営化による誤解
- 保護者の不安や誤解は、認可外保育施設と認可保育所とを混同している場合がある。
- 認可保育所の入所は公営・民営の別なく市区町村が保育に欠ける状況等を勘案して決定する。
- 認可保育所の保育料は公営・民営の別なく前年所得額や保育児数が等しい場合、同一の保育料が課される。
- 保育士の配置は厚生労働省令による定められており、公営・民営の別なく遵守を義務づけられる。（0歳児3名に対して保育士1名、1・2歳児6名に対して保育士1名、3歳児20名に対して保育士1名、4歳以上児30名に対して保育士1名）。
- 民営保育所は社会福祉法人が運営している場合が多い。社会福祉法人は一種の公益法人であり、社会福祉法人が行う施設整備には公金から助成金が支出される事や収益事業以外の事業は非課税となる等の特典がある。尚、社会福祉法人には、役所の外郭団体と、純粋に民間経営の2形態が混在している。また、特に保育所の運営費は299号通知等でその使途が制限されており、他の事業に流用することができない仕組みになっている。